# Moustafa Belhmira
Moustafa Belhamira (ar. مصطفى بلحميرة ;ur. 12 sierpnia 1950) – marokański judoka. Olimpijczyk z Monachium 1972, gdzie zajął dziewiętnaste miejsce w wadze lekkiej.

## Letnie Igrzyska Olimpijskie 1972
| Konkurencja | Eliminacje                | Klas. końcowa |
| Konkurencja | Przeciwnik I              | Miejsce       |
| ----------- | ------------------------- | ------------- |
| 63 kg       | Karl-Heinz Werner (DDR) P | 19.           |